# Любка (Полтавський район)
Лю́бка — село в Україні, у Котелевській селищній громаді Полтавського району Полтавської області. Населення становить 81 осіб. До 2020 орган місцевого самоврядування — Деревківська сільська рада.

## Населення

### Мова
Розподіл населення за рідною мовою за даними перепису 2001 року:
| Мова            | Кількість | Відсоток |
| --------------- | --------- | -------- |
| українська      | 76        | 93.83%   |
| російська       | 4         | 4.94%    |
| інші/не вказали | 1         | 1.23%    |
| Усього          | 81        | 100%     |

## Географія
Село Любка знаходиться за 4 км від лівого берега річки Ворскла, за 2,5 км від смт Котельва. Через село проходить автомобільна дорога Н12.

## Історія
12 червня 2020 року, відповідно до розпорядження Кабінету Міністрів України № 721-р «Про визначення адміністративних центрів та затвердження територій територіальних громад Полтавської області», село увійшло до складу Котелевської селищної громади.
19 липня 2020 року, в результаті адміністративно - територіальної реформи та ліквідації  Котелевського району, село увійшло до складу новоутвореного Полтавського району.

## Пам'ятки
- Любка — гідрологічний заказник місцевого значення.